# Humiriaceae
Humiriaceae (hoặc Houmiriaceae A.Juss., 1829) là một họ thực vật hạt kín chứa khoảng 8 chi và 50 loài cây gỗ thường xanh. Họ này về cơ bản sinh sống tại khu vực nhiệt đới châu Mỹ, ngoại trừ 1 loài (Sacoglottis gabonensis) tại Tây Phi.

## Đặc điểm
Humiriaceae chứa các loài cây gỗ thường xanh có thể nhận ra nhờ các lá có cuống ngắn, hơi khô đen, có răng cưa phiến lá thuôn dài khi còn cuộn lại và thường có các đường dọc theo phiến lá; các chồi trên các cành phát triển dài và nhọn. Các cành non xiên góc. Cụm hoa dạng xim có các hoa khá nhỏ với các lá đài tròn và rộng, bao phấn có các mô liên kết thuôn dài dễ thấy. Quả là loại quả hạch và với hạch có nắp có gờ hay có các kiểu trang trí khác nhau, thường có các khoang chứa vật chất giống như nhựa. Quả phát tán nhờ dơi hay nhờ nước, các khoang rỗng hỗ trợ cho sự nổi.

## Các chi
- Duckesia
- Endopleura
- Hylocarpa
- Humiria (Houmiria)
- Humiriastrum: Khoảng 12 loài.
- Sacoglottis
- Schistostemon
- Vantanea: Khoảng 16 loài.

## Phát sinh chủng loài
Bove (1997) cho rằng họ Ixonanthaceae là chị em với Humiriaceae, do cả hai đều có axít ellagic, một đĩa mật hoa "tự do" bao quanh bầu nhụy và vòi nhụy không phân chia với đầu nhụy nguyên.
Họ Humiriaceae có thể đã rẽ nhánh ra khỏi các họ khác trong bộ Malpighiales vào thời kỳ thuộc tầng Alba của kỷ Creta (111-100 triệu năm trước. Herreta và ctv. (2010) loại bỏ mọi hóa thạch đã đặt trong họ này, ngoại trừ những gì có từ Nam Mỹ, gợi ý rằng họ này có nguồn gốc từ đây.
Trong phạm vi họ Humiriaceae, chi Vantanea có quan hệ chị-em với phần còn lại của họ; nó có 3 (hoặc hơn) vòng nhị. Herrera và ctv. (2010) với phân tích chi tiết 40 đặc trưng hình thái cho rằng các chi Vantanea và Humiria là các chị em kế tiếp nhau của phần còn lại của họ này, mặc dù hỗ trợ cho phát sinh chủng loài này là yếu. Nhánh bao gồm Humiria + phần còn lại có tràng hoa xếp hình nanh sấu và bao phấn 1 ngăn.
Cây phát sinh chủng loài dưới đây lấy theo Herrera và ctv. (2010):

|  | Duckesia  |
|  |           |
|  | Hylocarpa |
|  |           |

|  | Endopleura   |
|  |              |
|  | Humiriastrum |
|  |              |

|  | Sacoglottis   |
|  |               |
|  | Schistostemon |
|  |               |

|  | Endopleura   |
|  |              |
|  | Humiriastrum |
|  |              |

|  | Sacoglottis   |
|  |               |
|  | Schistostemon |
|  |               |

|  | Duckesia  |
|  |           |
|  | Hylocarpa |
|  |           |

|  | Endopleura   |
|  |              |
|  | Humiriastrum |
|  |              |

|  | Sacoglottis   |
|  |               |
|  | Schistostemon |
|  |               |

|  | Endopleura   |
|  |              |
|  | Humiriastrum |
|  |              |

|  | Sacoglottis   |
|  |               |
|  | Schistostemon |
|  |               |

|  | Duckesia  |
|  |           |
|  | Hylocarpa |
|  |           |

|  | Endopleura   |
|  |              |
|  | Humiriastrum |
|  |              |

|  | Sacoglottis   |
|  |               |
|  | Schistostemon |
|  |               |

|  | Endopleura   |
|  |              |
|  | Humiriastrum |
|  |              |

|  | Sacoglottis   |
|  |               |
|  | Schistostemon |
|  |               |

|  | Duckesia  |
|  |           |
|  | Hylocarpa |
|  |           |

|  | Endopleura   |
|  |              |
|  | Humiriastrum |
|  |              |

|  | Sacoglottis   |
|  |               |
|  | Schistostemon |
|  |               |

|  | Endopleura   |
|  |              |
|  | Humiriastrum |
|  |              |

|  | Sacoglottis   |
|  |               |
|  | Schistostemon |
|  |               |

|  | Duckesia  |
|  |           |
|  | Hylocarpa |
|  |           |

|  | Endopleura   |
|  |              |
|  | Humiriastrum |
|  |              |

|  | Sacoglottis   |
|  |               |
|  | Schistostemon |
|  |               |

|  | Endopleura   |
|  |              |
|  | Humiriastrum |
|  |              |

|  | Sacoglottis   |
|  |               |
|  | Schistostemon |
|  |               |

|  | Duckesia  |
|  |           |
|  | Hylocarpa |
|  |           |

|  | Endopleura   |
|  |              |
|  | Humiriastrum |
|  |              |

|  | Sacoglottis   |
|  |               |
|  | Schistostemon |
|  |               |

|  | Endopleura   |
|  |              |
|  | Humiriastrum |
|  |              |

|  | Sacoglottis   |
|  |               |
|  | Schistostemon |
|  |               |

|  | Duckesia  |
|  |           |
|  | Hylocarpa |
|  |           |

|  | Endopleura   |
|  |              |
|  | Humiriastrum |
|  |              |

|  | Sacoglottis   |
|  |               |
|  | Schistostemon |
|  |               |

|  | Endopleura   |
|  |              |
|  | Humiriastrum |
|  |              |

|  | Sacoglottis   |
|  |               |
|  | Schistostemon |
|  |               |

|  | Duckesia  |
|  |           |
|  | Hylocarpa |
|  |           |

|  | Endopleura   |
|  |              |
|  | Humiriastrum |
|  |              |

|  | Sacoglottis   |
|  |               |
|  | Schistostemon |
|  |               |

|  | Endopleura   |
|  |              |
|  | Humiriastrum |
|  |              |

|  | Sacoglottis   |
|  |               |
|  | Schistostemon |
|  |               |

## Hình ảnh

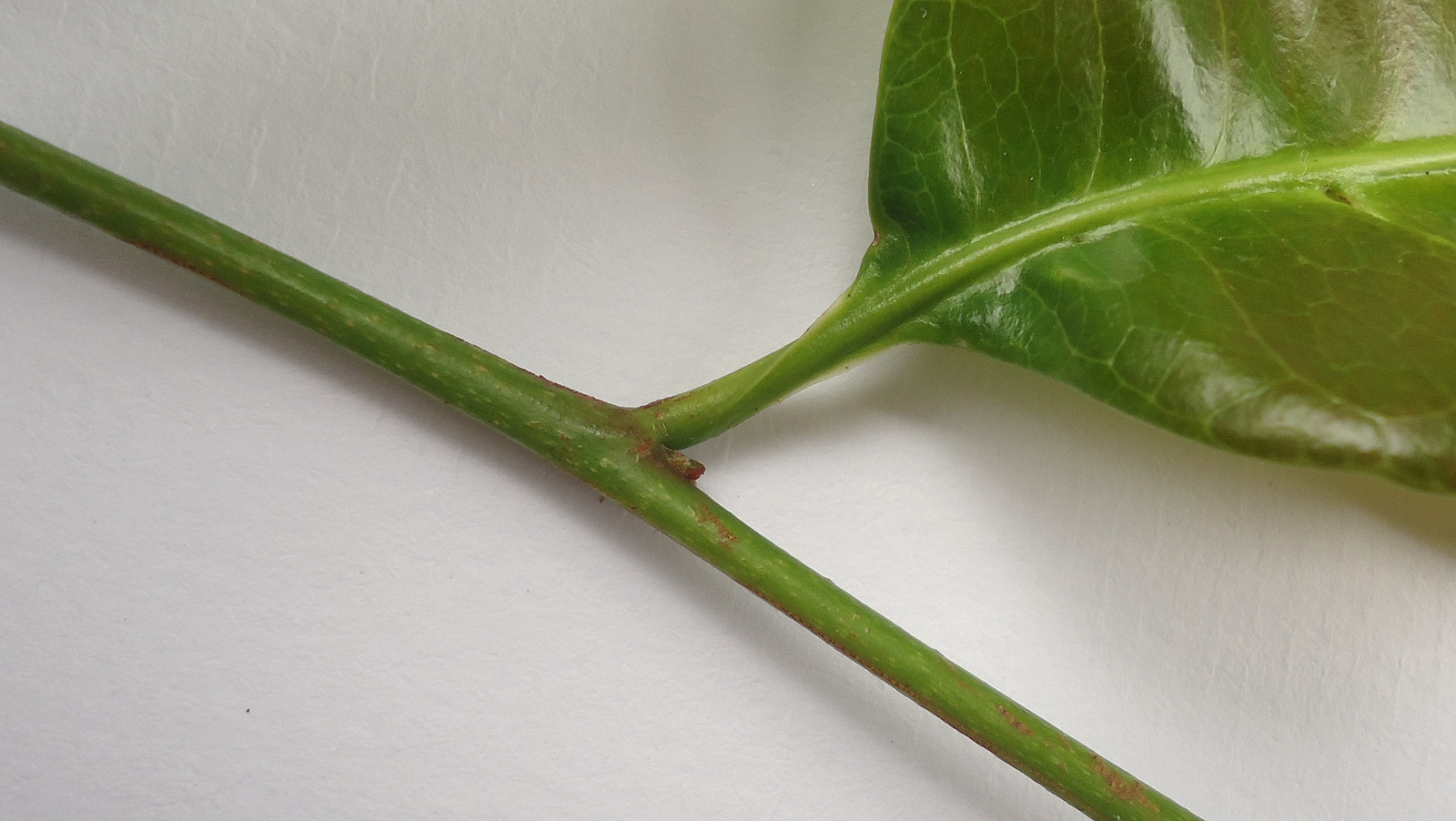
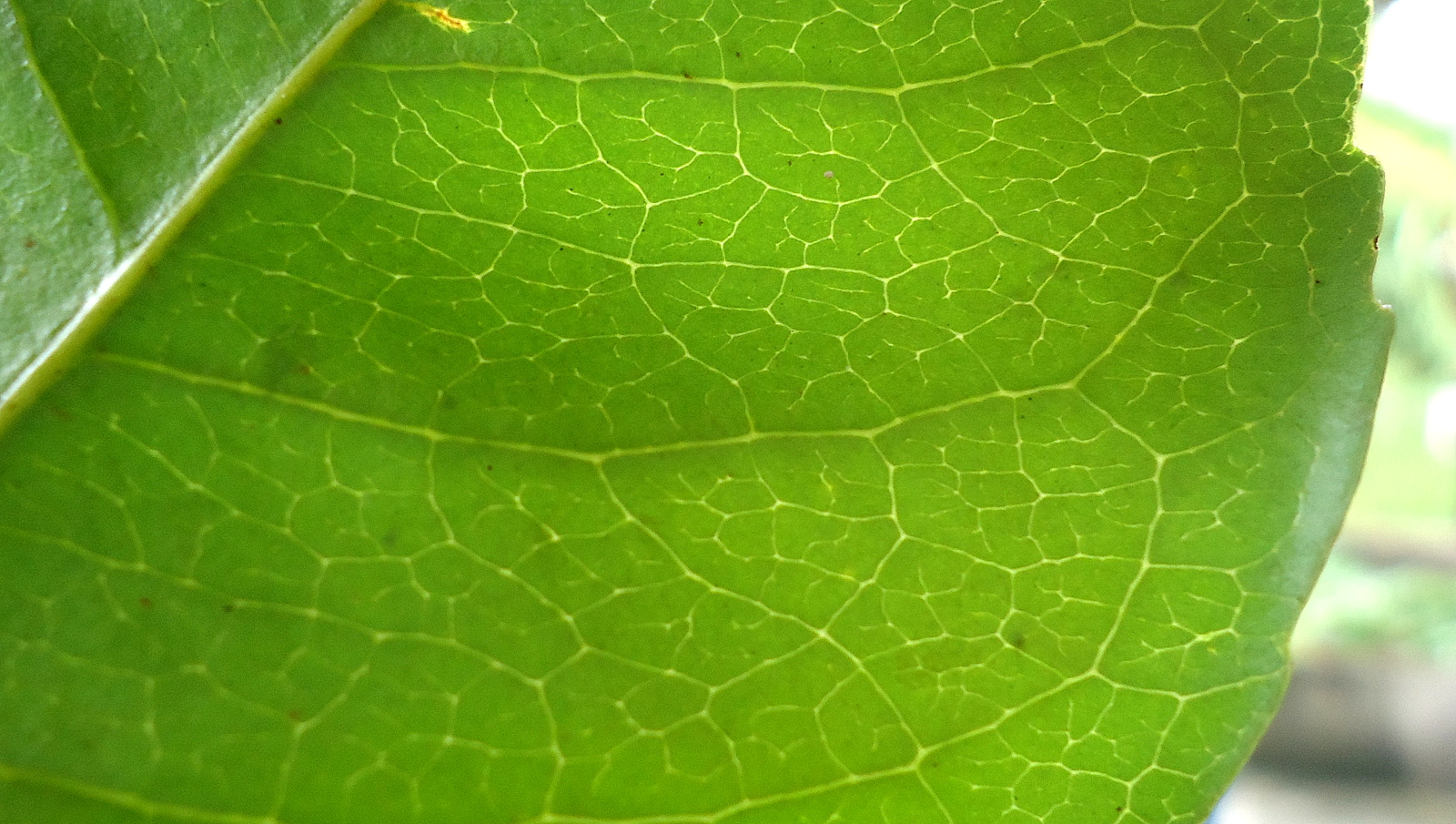
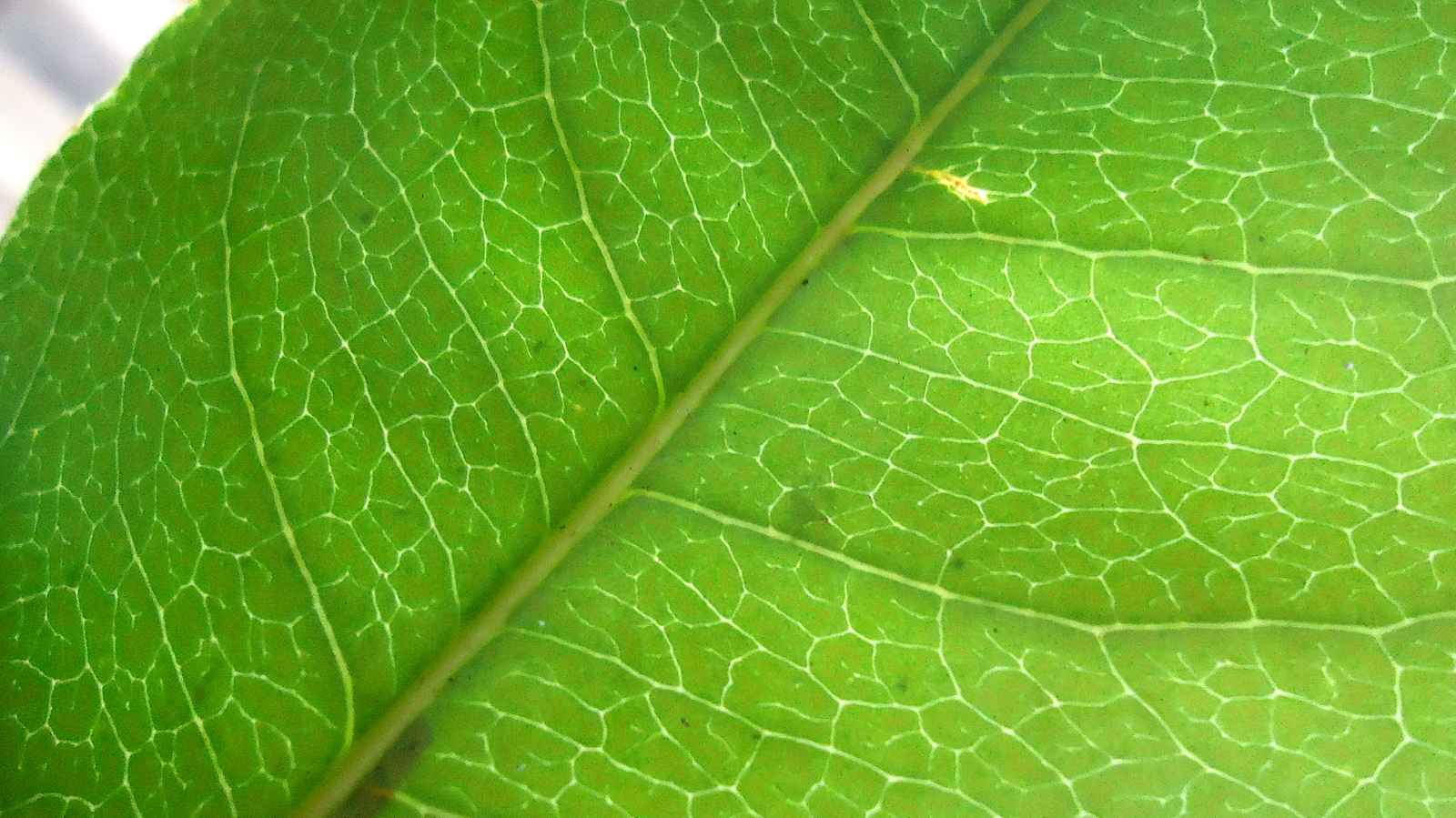
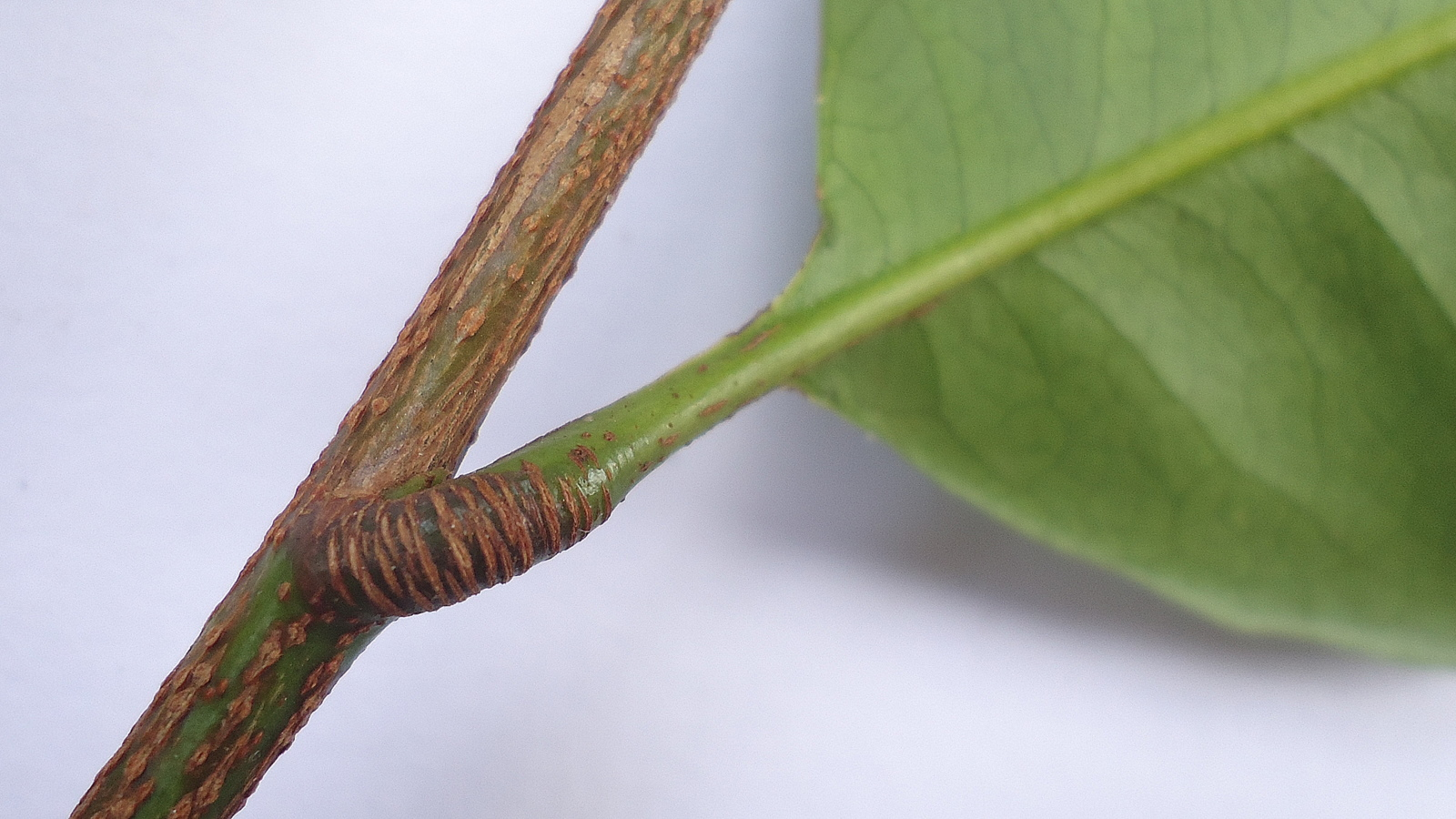